# Zweden op de Olympische Winterspelen 1984
Tijdens de Olympische Winterspelen van 1984, die in Sarajevo (Joegoslavië) werden gehouden, nam Zweden voor de veertiende keer deel.

## Medailleoverzicht
| Sport      | Olympiër                                               | Discipline            | Medaille |
| ---------- | ------------------------------------------------------ | --------------------- | -------- |
| Langlaufen | Gunde Svan                                             | 15 km (m)             | Goud     |
| Langlaufen | Thomas Wassberg                                        | 50 km (m)             | Goud     |
| Langlaufen | Thomas Wassberg Benny Kohlberg Jan Ottosson Gunde Svan | 4x10 km estafette (m) | Goud     |
| Schaatsen  | Tomas Gustafson                                        | 5000 m (m)            | Goud     |
| Langlaufen | Gunde Svan                                             | 50 km (m)             | Zilver   |
| Schaatsen  | Tomas Gustafson                                        | 10.000 m (m)          | Zilver   |
| Langlaufen | Gunde Svan                                             | 30 km (m)             | Brons    |
| IJshockey  | Olympisch team                                         | mannen                | Brons    |

## Deelnemers en resultaten

### Alpineskiën
| Olympiër              | Discipline       | Resultaat | Prestatie                       |
| --------------------- | ---------------- | --------- | ------------------------------- |
| Bengt Fjällberg       | slalom (m)       | dq-2      | diskwalificatie run 2           |
| Lars-Göran Halvarsson | slalom (m)       | 8e        | 1.41,70 (+2,29) 52,97+48,73     |
| Niklas Henning        | reuzenslalom (m) | 18e       | 2.46,12 (+4,94) 1.23,61+1.22,51 |
| Gunnar Neuriesser     | reuzenslalom (m) | 22e       | 2.48,45 (+7,27) 1.23,99+1.24,46 |
| Jonas Nilsson         | slalom (m)       | 4e        | 1.40,25 (+0,84) 51,52+48,73     |
| Stig Strand           | slalom (m)       | 9e        | 1.41,95 (+2,54) 52,95+49,00     |
| Jörgen Sundqvist      | reuzenslalom (m) | dnf-1     | opgave run 1                    |
| Johan Wallner         | reuzenslalom (m) | dnf-1     | opgave run 1                    |

### Biatlon
| Olympiër                                                  | Discipline             | Resultaat | Prestatie                                                                                       |
| --------------------------------------------------------- | ---------------------- | --------- | ----------------------------------------------------------------------------------------------- |
| Ronnie Adolfsson                                          | 10 km (m)              | 25e       | 33.27,0 (+2.33,2) pen.: 4 (2 / 2)                                                               |
| Ronnie Adolfsson                                          | 20 km (m)              | 20e       | 1:20.12,2 (+8.19,5) pen.: 8 (2 / 4 / 0 / 2)                                                     |
| Leif Andersson                                            | 10 km (m)              | 24e       | 33.21,9 (+2.28,1) pen.: 3 (1 / 2)                                                               |
| Leif Andersson                                            | 20 km (m)              | 8e        | 1:16.19,3 (+4.26,6) pen.: 3 (1 / 2 / 0 / 0)                                                     |
| Sven Fahlén                                               | 10 km (m)              | 21e       | 33.12,9 (+2.19,1) pen.: 2 (0 / 2)                                                               |
| Sven Fahlén                                               | 20 km (m)              | 11e       | 1:18.10,8 (+6.18,1) pen.: 6 (1 / 0 / 3 / 2)                                                     |
| Sven Fahlén Tommy Höglund Roger Westling Ronnie Adolfsson | 4x7,5 km estafette (m) | 10e       | 1:44.28,20 (+5.36,5) pen.: 2-14 (1-6 / 0-1 / 0-2 / 1-5) (27.02,0 / 25.23,4 / 26.04,9 / 25.57,9) |

### Bobsleeën
| Olympiër                                                        | Discipline             | Resultaat | Prestatie                                       |
| --------------------------------------------------------------- | ---------------------- | --------- | ----------------------------------------------- |
| Carl-Erik Eriksson Nils Stefansson                              | 2-mansbob (m) Zweden I | 19e       | 3.32,61 (+7,05) (53,13 / 53,56 / 53,04 / 52,88) |
| Carl-Erik Eriksson Tommy Johansson Ulf Åkerblom Nils Stefansson | 4-mansbob (m) Zweden I | 21e       | 3.27,07 (+6,85) (51,57 / 51,82 / 51,94 / 51,74) |

### Kunstrijden
| Olympiër           | Discipline | Resultaat | Prestatie                                                        |
| ------------------ | ---------- | --------- | ---------------------------------------------------------------- |
| Lars Åkesson       | mannen     | 17e       | 31,8 punten (verpl. figuren: 13 - korte kür: 15 - lange kür: 18) |
| Catharina Lindgren | vrouwen    | 20e       | 39,0 punten (verpl. figuren: 17 - korte kür: 22 - lange kür: 20) |

### Langlaufen
| Olympiër                                                           | Discipline            | Resultaat | Prestatie                                                   |
| ------------------------------------------------------------------ | --------------------- | --------- | ----------------------------------------------------------- |
| Sven-Erik Danielsson                                               | 15 km (m)             | 15e       | 42.55,9 (+1.30,3)                                           |
| Benny Kohlberg                                                     | 15 km (m)             | 19e       | 43.21,5 (+1.55,9)                                           |
| Anders Larsson                                                     | 50 km (m)             | 39e       | 2:31.43,6 (+15.47,8)                                        |
| Torgny Mogren                                                      | 15 km (m)             | 22e       | 43.39,4 (+2.13,8)                                           |
| Torgny Mogren                                                      | 30 km (m)             | 23e       | 1:33.52,0 (+4.55,7)                                         |
| Jan Ottosson                                                       | 30 km (m)             | 16e       | 1:33.01,3 (+4.05,0)                                         |
| Jan Ottosson                                                       | 50 km (m)             | 14e       | 2:22.24,0 (+6.28,2)                                         |
| Gunde Svan                                                         | 15 km (m)             | Goud      | 41.25,6                                                     |
| Gunde Svan                                                         | 30 km (m)             | Brons     | 1:29.35,7 (+39,4)                                           |
| Gunde Svan                                                         | 50 km (m)             | Zilver    | 2:16.00,7 (+4,9)                                            |
| Thomas Wassberg                                                    | 30 km (m)             | 14e       | 1:32.25,3 (+3.29,0)                                         |
| Thomas Wassberg                                                    | 50 km (m)             | Goud      | 2:15.55,8                                                   |
| Thomas Wassberg Benny Kohlberg Jan Ottosson Gunde Svan             | 4x10 km estafette (m) | Goud      | 1:55.06,3 (28.47,0 / 28.47,9 / 29.04,1 / 28.27,3)           |
|                                                                    |                       |           |                                                             |
| Kristina Hugosson                                                  | 20 km (v)             | 31e       | 1:07.40,5 (+5.55,5)                                         |
| Lillemor Marie Risby                                               | 5 km (v)              | 4e        | 17.26,3 (+22,3)                                             |
| Lillemor Marie Risby                                               | 10 km (v)             | 6e        | 32.34,6 (+50,4)                                             |
| Lillemor Marie Risby                                               | 20 km (v)             | 5e        | 1:03.31,8 (+1.46,8)                                         |
| Eva-Lena Karlsson                                                  | 5 km (v)              | 37e       | 19.21,6 (+2.17,6)                                           |
| Stina Karlsson                                                     | 10 km (v)             | 31e       | 34.52,4 (+3.08,2)                                           |
| Stina Karlsson                                                     | 20 km (v)             | 32e       | 1:07.43,4 (+5.58,4)                                         |
| Karin Lamberg                                                      | 5 km (v)              | 16e       | 18.02,5 (+58,5)                                             |
| Karin Lamberg                                                      | 10 km (v)             | 18e       | 34.01,3 (+2.17,1)                                           |
| Ann Rosendahl                                                      | 5 km (v)              | 23e       | 18.22,8 (+1.18,8)                                           |
| Ann Rosendahl                                                      | 10 km (v)             | 21e       | 34.28,0 (+2.43,8)                                           |
| Ann Rosendahl                                                      | 20 km (v)             | 23e       | 1:06.47,8 (+5.02,8)                                         |
| Karin Lamberg Kristina Hugosson Lillemor Marie Risby Ann Rosendahl | 4x5 km estafette (v)  | 5e        | 1:09.30,0 (+2.40,3) (17.45,6 / 17.38,0 / 16.47,0 / 17.19,4) |

### Rodelen
| Olympiër        | Discipline | Resultaat | Prestatie                                             |
| --------------- | ---------- | --------- | ----------------------------------------------------- |
| Fredrik Wickman | mannen     | 19e       | 3.10,930 (+6,672) (47,693 / 47,850 / 47,808 / 47,579) |
| Lotta Dahlberg  | vrouwen    | 16e       | 2.52,353 (+5,783) (42,986 / 43,327 / 42,859 / 43,181) |

### Schaatsen
| Olympiër                | Discipline   | Resultaat | Prestatie         |
| ----------------------- | ------------ | --------- | ----------------- |
| Claes Bengtsson         | 1500 m (m)   | 18e       | 2.02,04 (+3,68)   |
| Claes Bengtsson         | 5000 m (m)   | 16e       | 7.26,57 (+14,29)  |
| Claes Bengtsson         | 10.000 m (m) | 16e       | 15.14,33 (+34,43) |
| Jan-Åke Carlberg        | 500 m (m)    | 34e       | 40,64 (+2,45)     |
| Jan-Åke Carlberg        | 1000 m (m)   | 29e       | 1.19,92 (+4,12)   |
| Tomas Gustafson         | 500 m (m)    | 36e       | 41,18 (+2,99)     |
| Tomas Gustafson         | 5000 m (m)   | Goud      | 7.12,28           |
| Tomas Gustafson         | 10.000 m (m) | Zilver    | 14.39,95 (+0,05)  |
| Jan Junell              | 1500 m (m)   | 24e       | 2.02,55 (+4,19)   |
| Jan Junell              | 5000 m (m)   | 18e       | 7.29,98 (+17,70)  |
| Jan Junell              | 10.000 m (m) | 15e       | 15.12,90 (+33,00) |
| Hans Magnusson          | 500 m (m)    | 42e       | 1.03,08 (+24,89)  |
| Hans Magnusson          | 1000 m (m)   | 21e       | 1.18,95 (+3,15)   |
| Hans Magnusson          | 1500 m (m)   | 16e       | 2.01,26 (+2,90)   |
|                         |              |           |                   |
| Annette Carlén-Karlsson | 500 m (v)    | 18e       | 43,65 (+2,63)     |
| Annette Carlén-Karlsson | 1000 m (v)   | 9e        | 1.26,15 (+4,54)   |
| Annette Carlén-Karlsson | 1500 m (v)   | 12e       | 2.10,80 (+7,38)   |
| Annette Carlén-Karlsson | 3000 m (v)   | 11e       | 4.40,36 (+15,57)  |

### IJshockey
| Olympiër | Discipline | Resultaat | Prestatie |
| --- | ---------- | --------- | --- |
| Thomas Åhlén Per-Erik Eklund Thom Eklund Bo Ericsson Håkan Eriksson Peter Gradin Mats Hessel Michael Hjälm Göran Lindblom Tommy Mörth Håkan Nordin Rolf Ridderwall Jens Öhling Thomas Rundqvist Tomas Sandström Håkan Södergren Mats Thelin Michael Thelvén Mats Waltin Göte Wälitalo | mannen     | Brons     | Voorronde groep A: 11- 3 Zweden - Italië 11- 0 Zweden - Joegoslavië 1- 1 Zweden - Bondsrepubliek Duitsland 10- 1 Zweden - Polen 1-10 Zweden - Sovjet-Unie Finaleronde: 0- 2 Zweden - Tsjecho-Slowakije 2- 0 Zweden - Canada |

Andorra · Argentinië · Australië · België · Bolivia · Bondsrepubliek Duitsland · Britse Maagdeneilanden · Bulgarije · Canada · Chili · China · Chinees Taipei · Costa Rica · Cyprus · Duitse Democratische Republiek · Egypte · Finland · Frankrijk · Griekenland · Groot-Brittannië · Hongarije · IJsland · Italië · Japan · Joegoslavië · Libanon · Liechtenstein · Marokko · Mexico · Monaco · Mongolië · Nederland · Nieuw-Zeeland · Noord-Korea · Noorwegen · Oostenrijk · Polen · Puerto Rico · Roemenië · San Marino · Senegal · Sovjet-Unie · Spanje · Tsjecho-Slowakije · Turkije · Verenigde Staten · Zuid-Korea · Zweden · Zwitserland